# Hueytown
Hueytown és una població dels Estats Units a l'estat d'Alabama. Segons el cens del 2000 tenia 15.364 habitants.

## Demografia
Segons el cens del 2000, Hueytown tenia 15.364 habitants, 6.155 habitatges, i 4.517 famílies. La densitat de població era de 510,9 habitants/km².
Dels 6.155 habitatges en un 29,5% hi vivien nens de menys de 18 anys, en un 57,8% hi vivien parelles casades, en un 12,3% dones solteres, i en un 26,6% no eren unitats familiars. En el 23,9% dels habitatges hi vivien persones soles el 10,9% de les quals corresponia a persones de 65 anys o més que vivien soles. El nombre mitjà de persones vivint en cada habitatge era de 2,47 i el nombre mitjà de persones que vivien en cada família era de 2,92.
Per edats la població es repartia de la següent manera: un 22,2% tenia menys de 18 anys, un 8,6% entre 18 i 24, un 27,6% entre 25 i 44, un 24,4% de 45 a 60 i un 17,2% 65 anys o més.
L'edat mitjana era de 39 anys. Per cada 100 dones hi havia 90,2 homes. Per cada 100 dones de 18 o més anys hi havia 86,4 homes.
La renda mitjana per habitatge era de 41.225 $ i la renda mitjana per família de 49.380 $. Els homes tenien una renda mitjana de 36.087 $ mentre que les dones 26.025 $. La renda per capita de la població era de 19.735 $. Aproximadament el 5,3% de les famílies i el 6,8% de la població estaven per davall del llindar de pobresa.

## Poblacions més properes
El següent diagrama mostra les poblacions més properes.